# Fantom
Fantom — объектно-ориентированный язык программирования общего назначения, созданный Брайаном и Энди Фрэнком (Brian Frank, Andy Frank), который компилируется в Java Runtime Environment (JRE), JavaScript, и .NET Common Language Runtime (CLR). Главной целью является предоставление стандартного API, который абстрагирует от вопроса, в каком окружении будет выполняться код: в JRE или CLR . Язык поддерживает функциональное программирование через замыкания и многопоточность через акторы.

## "Hello World"
Пример классической программы Hello world, написанной на Fantom:
```
// Hello from Fantom!

class
 
HelloWorld

{

  
static
 
Void
 
main
()

  
{

    
echo
(
"Hello, World!"
)

  
}

}

```

Синтаксис во много похож на Java и C#. Обратите внимание, что Void написан с большой буквы, это потому, что Void является классом — в Fantom нет примитивных типов, всё является объектами. В конце строк не нужно ставить точку с запятой.